# Andrzej Grzesik
Andrzej Marek Grzesik (Lubliniec; 4 de Janeiro de 1967 — ) é um político da Polónia. Ele foi eleito para a Sejm em 25 de Setembro de 2005 com 9501 votos em 28 no distrito de Częstochowa, candidato pelas listas do partido Samoobrona Rzeczpospolitej Polskiej.
Ele também foi membro da Sejm 2001-2005.